# Maoklane
Maoklane es un municipio (baladiyah) de la provincia o valiato de Sétif en Argelia. En abril de 2008 tenía una población censada de 15 715 habitantes.
Se encuentra ubicado al noreste del país, al sur de la costa del mar Mediterráneo y la región de Cabilia, y al sureste de la capital del país, Argel.